# Amphinemura claassenia
Amphinemura claassenia är en bäcksländeart som först beskrevs av Wu, C.F. 1935.  Amphinemura claassenia ingår i släktet Amphinemura och familjen kryssbäcksländor. Inga underarter finns listade i Catalogue of Life.